# New York Post
New York Post (рус. Нью-Йо́рк по́ст) — консервативная ежедневная таблоидная газета, издающаяся в Нью-Йорке.
Она была основана в 1801 году федералистом и отцом-основателем Александром Гамильтоном и стала уважаемой широкой газетой в XIX веке под названием New York Evening Post. Её самым известным редактором XIX века был Уильям Каллен Брайант. В середине XX века газета принадлежала Дороти Шифф, преданной либералке, которая разработала её таблоидный формат. В 1976 году Руперт Мёрдок купил New York Post за 30,5 миллионов долларов США. С 1993 года New York Post принадлежит компании Мердока News Corp. В 2019 году газета заняла 4-е место в США по тиражам среди ежедневных газет.
В 1996 году была запущена интернет-версия газеты. В 2014 году был открыт веб-сайт Decider.